# Savè
Savè är en kommun i departementet Collines i Benin. Kommunen har en yta på 2 228 km2, och den hade 87 177 invånare år 2013.